# Папірус Харріса 500
Папірус Гарріса 500, Папірус Британського музею 10060 (скорочено BM 10060) — давньоєгипетський папірус початку XIX династії (правління Сеті I або Рамсеса II). Містить казку «Приречений принц», легенду «Взяття Юпи», найдавнішу відому давньоєгипетську любовну лірику та «Пісня Арфіста».
Названий на честь збирача старожитностей Ентоні Гарріса, у чиїй колекції інші папіруси носять також його ім'я. Після смерті колекціонера папірус зберігається в Британському музеї № 1872,1101.2.
Міліца Матьє вказує також стару назву папірусу Гарріса 500 — «папіруси Ані і Ра».

## Опис
Папірус розміром 143,5 × 20,3 см по обидва боки списаний ієратичним письмом і візуально розділений на 8 колонок. У віршах переписувачами допущені помилки, залишені прогалини. Знайдений непошкоджений рукопис опалився внаслідок пожежі, що спалахнула в одному олександрійському будинку в XIX столітті. Вважається, що англійський колекціонер Ентоні Гарріс встиг зробити копію до нещасного випадку, але її перебування невідоме.
Перші переклади папірусу робили англійський єгиптолог Чарльз Ґудвін у 1874, французький єгиптолог Гастон Масперо у 1883.

### Лицьова сторона
У першій групі: вісім віршів від імені дівчини (1, 2, 4, 8) та юнака (3, 5, 6, 7). Оригінальна назва цієї групи віршів не збереглася, і Зіґфрід Шотт називає їх «Сила кохання».
Друга група: Вісім віршів такої тематики зі вступними частинами. Назва продиктована початковими рядками: «Початок солодкої пісні, обраний серцем виходить з полів». Сусідує з «Пісня Арфіста».
Третя група складається з трьох віршів, кожен з яких починається зі згадування квітки. Останнє збереглося фрагментарно.

### Зворотній бік
Містить легенду «Взяття Юпи» та казку «Приречений принц».
Легенда займає перші три стовпці й розповідає про підпорядкування бунтівного міста Юпи єгипетським полководцем Джехуті під час правління фараона Тутмоса III.
Казка, укладена в 4-8 стовпці, розповідає історію єгипетського принца, якому Хатхор пророкувала сумний та незвичайний кінець життя. Фінал історії не зберігся.